# 石場站 (日本)
石場站（日语：／ Ishiba eki */?）是位於滋賀縣大津市松本二丁目，京阪電氣鐵道的石山坂本線停留場。車站編號為OT10。
此條目同時記載東海道本線支線大津線的石場站。

## 歷史
- 1913年（大正2年）3月1日 - 大津電車軌道大津（現時：琵琶湖濱大津）至膳所（現時：膳所本町）之間開通，此站啟用[1][2][5]。
- 1927年（昭和2年）1月21日 - 公司合併後，成為琵琶湖鐵道汽船車站[5][6]。
- 1929年（昭和4年）
  - 4月11日 - 公司合併後，成為(舊)京阪電氣鐵道石山坂本線的車站[5][6]。
  - 5月20日 - 一架貨運列車通過此站，使車站大樓因震動而倒塌，一名老婆婆危殆，子孫受輕傷[7]。
- 1930年（昭和5年）9月15日 - 制定路線名稱，成為大津線所屬車站[5]。
- 1943年（昭和18年）10月1日 - 公司合併後，成為京阪神急行電鐵（現時：阪急電鐵）的車站[5][8]。
- 1949年（昭和24年）12月1日 - 公司分離後，成為(新)京阪電氣鐵道的車站[5][8]。
- 1965年（昭和40年）9月26日 - 遷移工程竣工[9]。
- 2003年（平成15年）10月4日 - 職員由整日當值變為部分時段當值[2]。

## 車站構造
車站是一座地面車站，設有2面2線的相對式月台。月台可容納2卡列車。兩月台之間設有站內平交道，該平交道可讓非乘客使用，同時可讓單車通過。
月台上設有PiTaPa（ICOCA）專用出入閘機。曾經在坂本比叡山口方向月台上設有職員當值，截至2021年成為無人車站。

### 月台
| 月台         | 路線        | 上下行 | 方向                                                                             | 備註                               |
| ------------ | ----------- | ------ | -------------------------------------------------------------------------------- | ---------------------------------- |
| 車站大樓一方 | ▼石山坂本線 | 下行   | 琵琶湖濱大津、京阪大津京、坂本比叡山口方向 ▲京津線（ 地下鐵東西線 三條京阪）方向 | 京津線需要在琵琶湖濱大津站轉乘列車 |
| 車站大樓對面 | ▼石山坂本線 | 上行   | 京阪膳所、石山寺方向                                                             |                                    |

※在旅客資訊上沒有編排月台編號。

## 使用狀況
上下車人次
- 3424人/日（2009年11月10日調查）[13]
- 3210人/日（2019年度）[3]

## 車站周邊
- 滋賀勞動局（日语：滋賀労働局）
  - 大津勞動基準監督署（日语：労働基準監督署）
  - 大津公共職業安定所（日语：公共職業安定所）（Hello Work大津）
- 滋賀縣警察（日语：滋賀県警察）大津警署（日语：大津警察署 (滋賀県)）
- Oh!Me大津TERRACE（日语：Oh!Me大津テラス）
- 大津中央郵局（日语：大津中央郵便局）
- 大津湖岸渚公園（日语：大津湖岸なぎさ公園）
- 滋賀縣立藝術劇場 琵琶湖會堂（日语：滋賀県立芸術劇場 びわ湖ホール）
- 湖岸道路（日语：湖岸道路）（滋賀縣道18號大津草津線（日语：滋賀県道18号大津草津線）、滋賀縣道102號大津湖岸線（日语：滋賀県道102号大津湖岸線）重疊區間）

## 巴士路線
| 乘車場       | 乘車場     | 系統                                  | 主要途經           | 目的地   | 巴士公司          | 備註 |
| ------------ | ---------- | ------------------------------------- | ------------------ | -------- | ----------------- | ---- |
| 商工會議所前 |            | 25,湖岸線                             | 木之下町、膳所公園 | 石山站   | 京阪巴士 近江鐵道 |      |
| 商工會議所前 | 近江大橋線 | 木之下町、草津AEON Mall、近江大橋橋口 | 草津站西出口       | 近江鐵道 |                   |      |
| 商工會議所前 | 近江大橋線 | 木之下町、近江大橋橋口                | 草津站西出口       | 近江鐵道 | 平日早上1班       |      |
| 商工會議所前 |            | 25,湖岸線,近江大橋線                  | 縣廳前、大津站     | 濱大津   | 京阪巴士 近江鐵道 |      |

## 大津線石場站
- 1880年（明治13年）7月15日 - 工部省東海道本線馬場站（現時：膳所站）至第一代大津站（現時：琵琶湖濱大津站附近）之間開通，此站啟用[14]。
- 1889年（明治22年）7月1日 - 結束旅客業務，成為貨運車站[15]，車站業務暫停。
- 1898年（明治31年）8月1日 - 重開旅客業務[14]。
- 1909年（明治42年）10月12日 - 路線名稱制定為「大津線（日语：大津線）」[15]。
- 1913年（大正2年）3月1日 - 大津線的石場站廢止[14]。路線名稱改為東海道本線貨物支線[15]。

另外，在大津電車軌道啟用時，馬場站至大津站之間的路軌是與東海道本線貨物支線共用，當時路段使用雙軌距。貨物支線在1969年（昭和44年）11月1日起停用（在廢止後撤走）。

## 相鄰車站
京阪電氣鐵道
▼石山坂本線
京阪膳所（OT09）－石場（OT10）－島之關（OT11）

### 曾經存在的路線
內閣鐵道院
大津線（在旅客業務廢止後成為東海道本線貨物支線）
馬場－石場－紺屋關

## 注腳
1. 1 2 3  川島 2009，第55頁.
2. 1 2 3  寺田 2013，第277頁.
3. 1 2   (PDF). 大津市政策調整部市政情報課: 80. 2021-03  [2021-08-19]. （原始内容存档 (PDF)于2021-08-19） （日语）.
4. ↑  停車站資訊圖 （页面存档备份，存于）（日語） - 京阪電氣鐵道
5. 1 2 3 4 5 6  高橋 2017，第28頁.
6. 1 2  寺田 2013，第276頁.
7. ↑  大阪毎日新聞 1929年5月21日朝刊P.7「列車の震動で停車場倒る」
8. 1 2  寺田 2013，第275頁.
9. ↑  京阪電気鉄道百周年記念誌「京阪百年のあゆみ」資料編P.149《各駅紹介》
10. ↑  川島 2009，第12頁.
11. ↑  寺田 2013，第133頁.
12. ↑  大津線駅係員配置時間 （页面存档备份，存于）（日語） - 京阪電氣鐵道
13. ↑  京阪電氣鉄道百周年紀念誌「京阪百年のあゆみ」資料編P.104《駅別乗降客数の推移》
14. 1 2 3 4  . JTB. 1998-10-01: 54 （日语）.
15. 1 2 3  . JTB. 1998-10-01: 148 （日语）.
16. ↑  結解 2020，第100頁.
17. 1 2  鉄の道を辿る 京阪膳所～三井寺（石山坂本線） （页面存档备份，存于）（日語） - 京阪電氣鐵道
18. ↑  . MyNavi新聞（日语：マイナビニュース）. 2018-06-30  [2021-09-20]. （原始内容存档于2021-11-07） （日语）.
19. 1 2  . 產經新聞. 2019-08-09  [2021-09-20]. （原始内容存档于2021-09-21） （日语）.

## 外部連結
- 石場 - 京阪電氣鐵道